# Andrea Pirlo
Andrea Pirlo, né le 19 mai 1979 à Flero dans la province de Brescia (Lombardie) en Italie, est un footballeur international italien devenu entraîneur. Il a évolué au poste de milieu défensif du milieu des années 1990 à la fin des années 2010.
Débutant le football dans sa région natale, Pirlo rejoint le grand club local, le Brescia Calcio, à l'adolescence avant d'y percer en professionnel. Passé à l'Inter Milan, il ne s'y impose pas et se révèle en prêt à la Reggina Calcio puis de retour à Brescia. L'AC Milan achète ses services en 2001. Pendant dix ans, Andrea organise le jeu milanais. Avec le Milan, il remporte ses premiers trophées en 2003 avec la Ligue des champions et Supercoupe de l'UEFA et la Coupe d'Italie, et surtout en 2007 en gagnant de nouveau la C1 et la Supercoupe d'Europe ainsi que la Coupe du monde des clubs. À ceux-ci se rajoutent deux championnats d'Italie en 2004 et 2011. Ce dernier est son ultime trophée remporté avec les Rossoneri. Durant la saison 2010-2011, il est mis de côté par le nouvel entraîneur. En fin de contrat, Pirlo rejoint la Juventus Turin. Durant quatre saisons, les Turinois survolent le Calcio. En 2015, Pirlo quitte les Bianconeri sur un doublé coupe-championnat après s'être hissé en finale de la Ligue des champions.
Sélectionné dans toutes les équipes jeunes, Pirlo devient le plus capé des espoirs italiens avec qui il remporte l'Euro espoirs 2000 de la catégorie. Intégré en sélection A au début des années 2000, il devient rapidement titulaire indiscutable. Les sélectionneurs successifs sont nombreux à adapter le jeu de la Nazionale à celui du club de Pirlo pour le faire briller d'autant plus. En 2006, il remporte la Coupe du monde face à la France. Il faut ensuite attendre 2012 et sa seconde vie à la Juventus Turin pour voir l'Italie au-devant de la scène. Finaliste de l'Euro 2012, les Transalpins terminent aussi troisième de la Coupe des confédérations 2013. Le Mondial 2014 au Brésil est la dernière compétition internationale qu'il joue.
Pirlo se fait remarquer par la qualité de son placement et de ses passes. Dans toutes ses équipes, il est celui qui gère et ordonne le jeu. Il obtient, au fil de sa carrière, différents surnoms (le « Métronome », l'« Architecte »). Milieu de terrain, il joue de plus en plus proche de sa défense au cours des saisons bien qu'il ne brille pas par sa puissance et sa vitesse. Meneur de jeu très bas, pouvant jouer court, long ou individuel, il est l'exemple même du regista. Andrea est également expert en coup de pied arrêté.
Reconverti entraîneur, il est nommé à la tête de l'équipe première de la Juventus Turin à la suite du limogeage de Maurizio Sarri en août 2020. Il n'y reste qu'une saison avant d'être lui-même licencié.

## Biographie

### Enfance et formation
Andrea Pirlo est le cadet d'une fratrie de trois enfants. Andrea a un frère plus âgé, Ivan qui joue aussi au football étant jeune, et une sœur plus jeune.

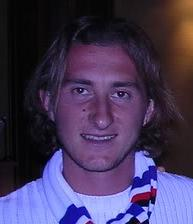
Andrea Pirlo se lie d'amitié avec Aimo Diana au Voluntas Brescia puis au Brescia Calcio, futur international lui-aussi.

Lors d'un tournoi de poussins à Villaggio Sereno (it) avec l'équipe de sa ville natale, Flero, Pirlo est repéré par Roberto Clerici, découvreurs de talents de la région. Clerici le fait intégrer la Voluntas, second club de la ville de Brescia, qui se consacre uniquement aux catégories de jeunes. Andrea vient dans le chef-lieu plusieurs fois par semaine pour s'entraîner et jouer avec des coéquipiers plus vieux de deux ans. Clerici s'explique : « Pirlo était trop fort et avait besoin de difficultés. (...) Il avait un gros défaut, une fois qu'il faisait une belle passe, il la contemplait et ne suivait pas l'action. Contre des adversaires plus vieux, il n'avait pas trop le temps de tergiverser ».
En plus d'être le plus jeune, Andrea est aussi le capitaine. « C'était un leader reconnu, ce sont ses coéquipiers qui l'ont désigné. Parmi eux, il y avait Diana et Baronio, la bande de potes de Brescia. Il n'y a eu aucun problème de jalousie. À l'époque, il était déjà comme ça, blême. Andrea ne rigolait pas, il souriait, il n'a jamais été un grand expressif ».  Les performances à l'école suivent celles du terrain. « Un garçon très intelligent qui n'a jamais posé problème.  (...) Son père (...) le suivait de près, mais sans l'asphyxier. Il a toujours agi dans l'intérêt du fils et ne l'a pas forcé à aller voir ailleurs, malgré les approches de clubs plus huppés ». Pirlo joue alors au poste de meneur de jeu.
Cinq ans après son arrivée, Pirlo passe au Brescia Calcio. Avec la Voluntas de Clerici, un accord existe pour que les meilleurs joueurs viennent à Brescia à partir de l'âge de 14 ans.  L'été 1993, Roberto Clerici appelle le président du BC pour lui parler de Pirlo. Gino Corioni reçoit père et fils dans son bureau quelques mois plus tard. Il se souvient : « J'ai alors demandé au fiston s'il se trouvait bon. Il m'a répondu : "Je suis le meilleur au monde à mon poste !" Son père est resté impassible, pas même un geste pour lui faire comprendre qu'il exagérait. (...) En fait, il avait parfaitement conscience de ses moyens, mais il n'avait pas pour autant la grosse tête ».

### Débuts professionnels avec Brescia (1995-1998)

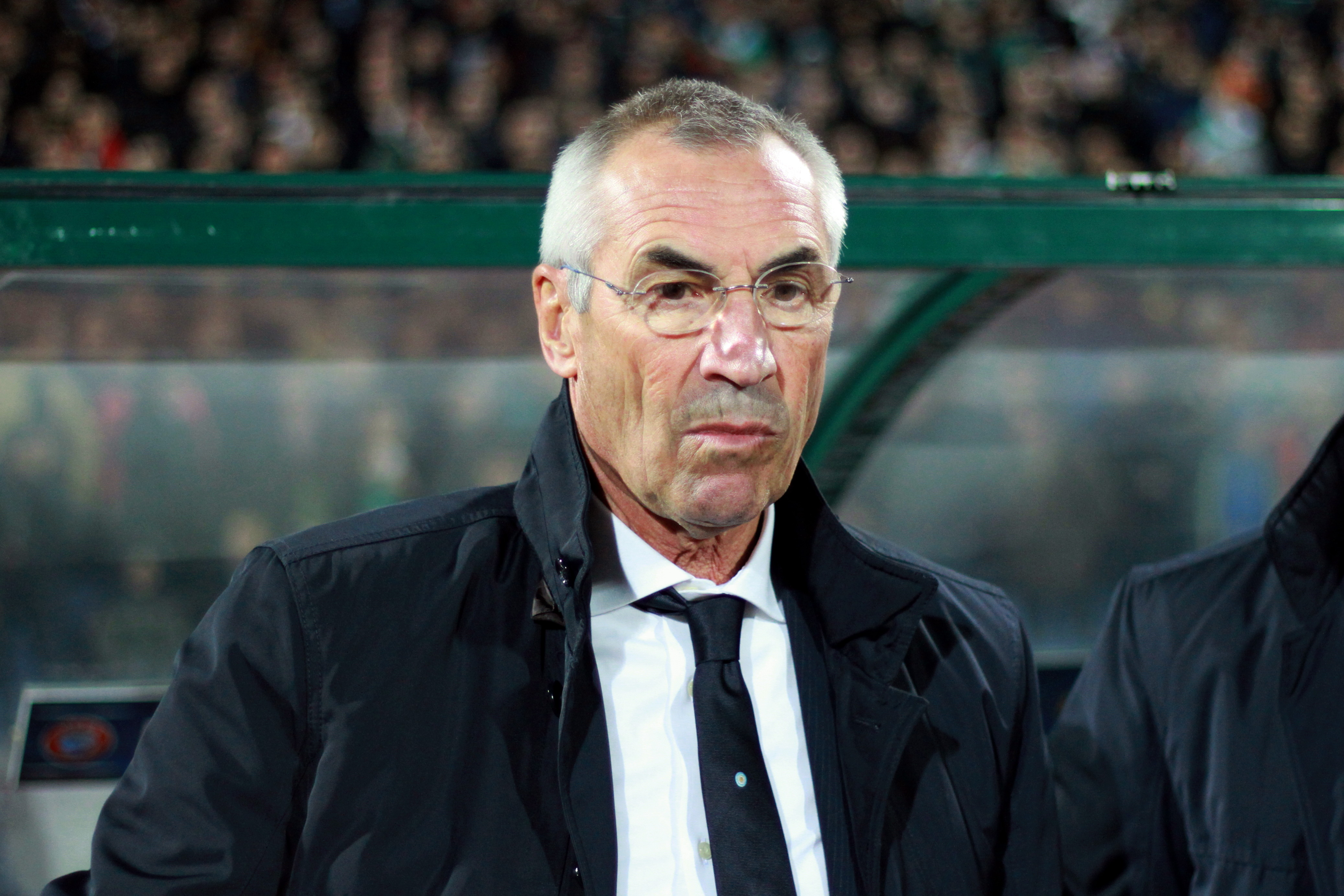
Edoardo Reja, ici en 2014, le lance en Serie B.

Le 21 mai 1995, pour la dernière journée de Serie A, Andrea Pirlo connaît son premier match professionnel face à la Reggiana. Adelio Moro (it), jeune entraîneur de 43 ans, licencié quelques heures plus tard en raison de la dernière place au classement, offre son baptême au jeune joueur de seize ans. Le milieu de terrain du Brescia Calcio devient à cette occasion le plus jeune joueur de l'histoire du club en première division, à seize ans et deux jours. Mais il doit ensuite attendre un an pour intégrer l'équipe professionnelle.
Il fait sa place avec les Rondinelle comme meneur de jeu, d’abord en Serie B lors de la saison 1996-1997. Edoardo Reja, son entraineur cette année-là, déclare en avril 2015 : « Pirlo est certainement le meilleur joueur que j'ai entraîné. Même s'il était très jeune à Brescia, je me suis immédiatement rendu compte de son potentiel, et je ne me suis pas trompé ».
Montée en Serie A, il s'y révèle à 18 ans l'année suivante malgré la relégation de son équipe. Ne voulant pas jouer en Serie B, son agent le vend dix milliards de lires au Parme AC dans le dos du club. Pour deux de plus, il est transféré à l'Inter Milan de Massimo Moratti.

### Échec à l'Inter Milan mais réussite en prêts (1998-2001)

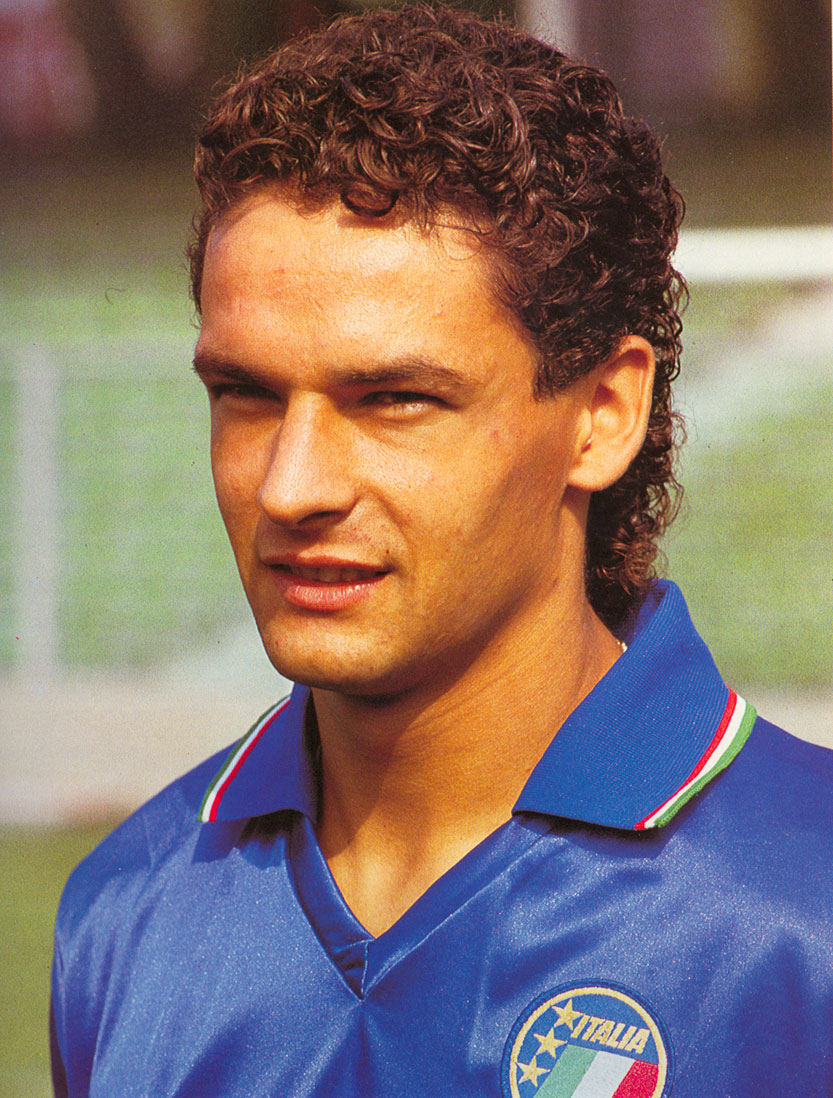
D'abord comparé puis barré par Roberto Baggio, Andrea Pirlo se révèle à ses côtés à Brescia Calcio en 2001.

Petit prodige, Massimo Moratti et l'Inter Milan s’empressent de l’acheter l’été 1998. Cependant la concurrence est rude et l’Inter vit une saison 1998-1999 noire, avec quatre entraineurs différents. Remplaçant lors de sa première saison en noir et bleu, celui qui joue alors trequartista (meneur de jeu) est surnommé « le nouveau Baggio » pour sa conduite de balle élégante. Pirlo prend tout de même part à 32 matchs toutes compétitions confondues.

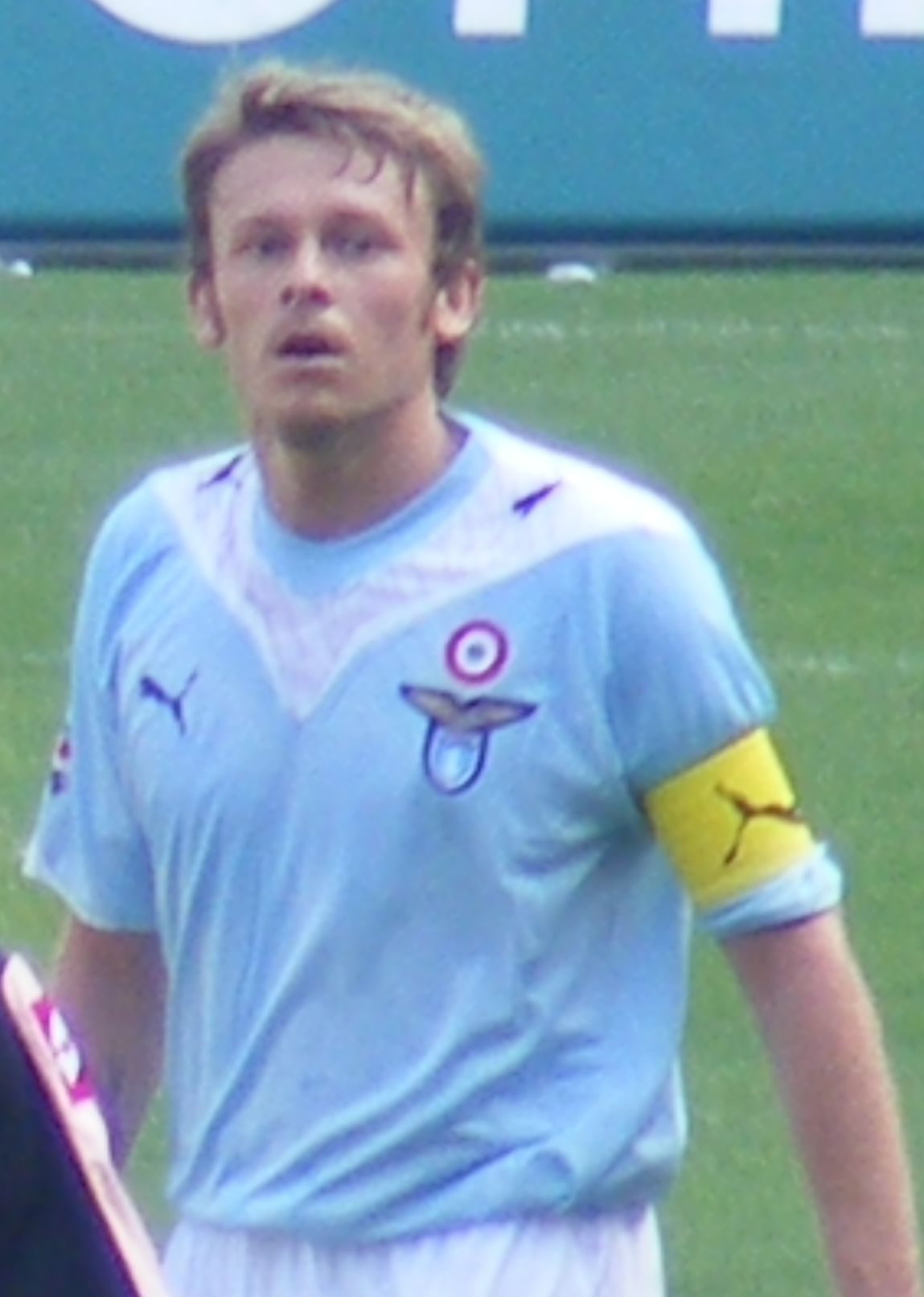
À la Reggiana Calcio, Andrea Pirlo se révèle aux côtés de son ami d'enfance Roberto Baronio.

Entraîneur en 1999 de l'Inter Milan, Roy Hodgson déclare en 2014 : « Avec moi, il jouait très peu, parce qu'à cette époque, l'Inter avait Baggio et Djorkaeff (en trequartista), et Zé Elias et Paulo Sousa au milieu. Pirlo était très jeune ». Pour la saison 1999-2000, Pirlo fait l’objet d'un prêt à la Reggina. Pour la première saison de son histoire en Serie A, l'équipe phare de Calabre a déjà disputé deux matchs avant son arrivée. Au sein d'un effectif de 22-23 ans de moyenne d'âge, Pirlo s'épanouit et apporte une réelle valeur ajoutée. La présence de son ami d'enfance Baronio favorise son intégration rapide. L'entraîneur Franco Colomba se souvient de sa première apparition :  « C'était lors de la troisième journée contre Bologne, à l'extérieur. Il venait à peine d'arriver et je l'ai fait entrer en seconde mi-temps. Trois minutes plus tard, il récupère un ballon et fait la passe décisive sur le but de Possanzini », le seul but de la rencontre. La semaine suivante, à domicile face à Piacenza. Le numéro 30 est à l'avant-dernière passe sur coup franc : la Reggina s'impose à nouveau 1-0. Pirlo est désormais titulaire et ouvre son compteur but de la tête contre le Parme AC de Buffon, mais la Reggina fait du surplace. De la 5e à la 14e journée, les Amaranto enchaînent dix matchs sans victoire, devenant relégable. Le 19 décembre 1999, la Reggina se déplace à San Siro pour y affronter l'AC Milan, champion en titre. Auteur de l'ouverture du score, puis impliqué sur l'égalisation de Kallon, Pirlo est le grand bonhomme de la rencontre (2-2). Les bons résultats s'enchaînent. La Reggina ne perd que trois fois en 18 matchs et même une seule fois de la 20e à la 30e journée. À quatre journées du terme du championnat, la Reggina pointe à une inattendu 9e place. Andrea Pirlo réalise une saison pleine, avec 28 apparitions, pour 19 titularisations, et six buts inscrits, dont trois sur coup franc. Des statistiques honorables malgré un temps de jeu réduit en fin de saison en raison de la fatigue pour une première saison en tant que titulaire. Il est positionné soit trequartista (meneur de jeu) soit en mezzala (milieu relayeur).
Ce bon exercice à la Reggina et sa performance ainsi que le sacre avec l'Italie lors de l'Euro espoirs durant l'été, convainc l’Inter de le conserver pour la saison 2000-2001. Mais, de retour à Milan, Pirlo n'a pas de temps de jeu. Au moment où Marcello Lippi est remplacé par Marco Tardelli en octobre, avec qui il vient d'être sacré en espoirs, il pense sa chance venue. « J'avais gagné l'Euro des moins de 21 ans avec lui. Peut-être qu'il ne m'a pas reconnu à l'Inter, mais le fait est que je n'ai jamais joué. J'étais mal, je souffrais » déclare-t-il. En janvier 2001, après avoir joué quatre matchs en cinq mois, Pirlo demande à partir.
Andrea fait son retour à Brescia, en prêt. Il retrouve Roberto Baggio, avec qui il est, cette-fois, aligné et s’en inspire. Durant ce passage, il est essayé pour la première fois au poste qui restera le sien : devant la défense. Une idée initiale de Carlo Mazzone pour faire coexister les deux joueurs de talent que sont Baggio et Pirlo. Aux côtés de l'international italien et du buteur Hübner, Pirlo obtient une satisfaisante septième place et on retient sa passe décisive millimétrée par-dessus la défense pour Baggio, lors du match contre la Juventus Turin.
Alors que Brescia espère obtenir la copropriété du joueur, l'AC Milan perd Leonardo et Boban au même moment et part à la recherche d'un trequartista de rechange. Pirlo est vendu par l'Inter pour 35 milliards de lires et passe du côté rouge et noir de la cité milanaise.

### AC Milan pendant dix saisons (2001-2011)

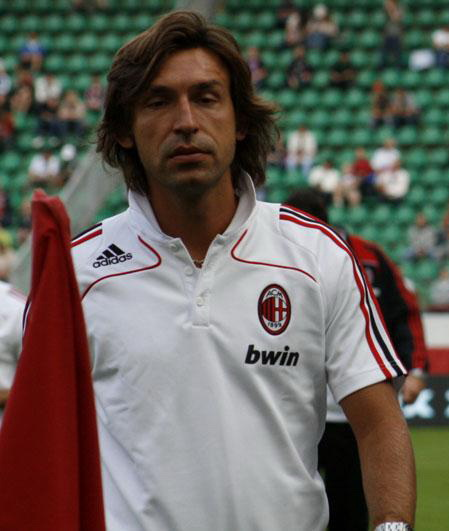
Andrea Pirlo sous les couleurs de l'AC Milan en 2008.

#### Révélation jusque sur le toit du monde (2001-2007)
Lors de l'été 2001, Pirlo atterri à l'AC Milan en compagnie de Cristian Brocchi. Il joue son premier match sous ses nouvelles couleurs le 20 septembre 2001, lors d'une rencontre de coupe UEFA remportée par son équipe contre le BATE Borisov (0-2). Il connaît une première saison en demi-teinte où il est en concurrence avec Rui Costa. Le Milan subit un changement d'entraîneurs, Fatih Terim est remplacé par Carlo Ancelotti en novembre, et le jeune milieu ne joue finalement que 18 matchs de Serie A 2001-2002. Il délivre sa première passe décisive le 5 janvier 2002, lors d'une rencontre de championnat face à l'US Lecce. Il donne donc le but à José Mari, qui permet à son équipe de s'imposer (0-1 score final). Le 30 mars 2002, le Milan AC évolue à domicile contre Parme AC, et est mené 0-1. L'entraîneur milanais, Ancelotti, décide de faire rentrer le numéro 21. Le match se conclut par une victoire 3-1, Pirlo donnant une passe décisive à Filippo Inzaghi et marquant un coup franc. San Siro ponctue la prestation du milieu de terrain en lui offrant une ovation debout.

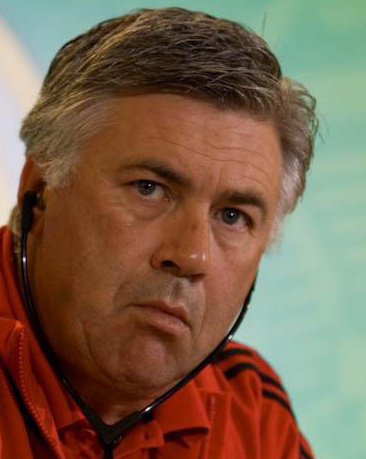
Carlo Ancelotti et Andrea Pirlo sont les bases de l'AC Milan vainqueur.

À l’été 2002, face aux blessures successives de Massimo Ambrosini et Gennaro Gattuso, les milieux défensifs, Pirlo demande à les remplacer. Il entre en jeu devant la défense en accord avec Ancelotti. Avec les techniciens hors pair cohabitant en même temps sur le terrain, le club lombard conquiert la Ligue des champions 2002-2003 contre la Juventus Turin dans une finale 100 % italienne, et l'emporte aux tirs au but. L'équipe remporte également la coupe d'Italie et la Supercoupe d'Europe contre le FC Porto. Qualifié pour la Coupe intercontinentale 2003, l'équipe échoue face aux Argentins du Boca Juniors.
Le championnat suit en 2004, avec une équipe renforcée en début de saison par les arrivées de la révélation du Mondial 2002 Kaká, et de l'expérimenté capitaine brésilien Cafu.
Au Milan, Pirlo devient un métronome. Entouré des créations de Clarence Seedorf, Rui Costa ou Kaká, et de la densité de Gattuso et Ambrosini, il régule, ordonne et dicte le rythme de croissance du sapin d'Ancelotti. En 2004-2005, le club atteint à nouveau la finale de la Ligue des champions. Celle-ci entre dans l'histoire de la compétition, puisque menant 3-0 contre Liverpool FC à la mi-temps, l'AC Milan est rejoint à 3-3 à la fin du match et finit par s'incliner lors de la séance de tirs au but. En avril 2015, Pirlo déclare : « J'ai pensé à arrêter ma carrière après la finale perdue à Istanbul contre Liverpool. Pendant quelques jours, je croyais vraiment que c'était fini. Je n'avais plus la force et ne réussissais pas à trouver une explication de cet effondrement ».

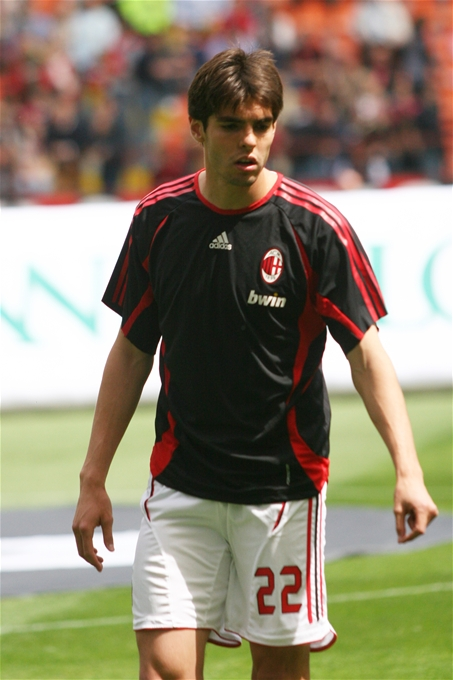
L'entente entre Andrea Pirlo et Kaká propulse l'AC Milan sur le toit du monde.

La saison 2005-2006 est de haut niveau mais ponctuée d'aucun trophée, 2e de Série A à trois longueurs de la Juventus Turin, dont le titre sera annulé pour corruption, et demi-finaliste de la Ligue des champions.
Pirlo est de l’épopée européenne et mondiale 2007, en remportant sa deuxième Ligue des champions, provoquant le 1er but en finale contre le Liverpool FC, revanche sur l'édition 2005. L'équipe enchaine avec la Supercoupe d’Europe et le Mondial des Clubs, devenant le premier club européen à gagner cette compétition. Là aussi une revanche (4-2) sur le Boca Juniors vainqueur de la Coupe intercontinentale 2003.

#### 2007-2011

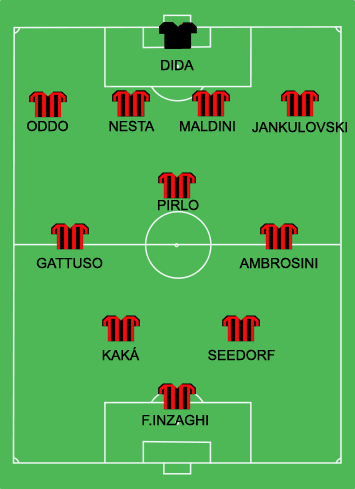
Schéma de jeu des années 2000 de l'AC Milan, Andrea Pirlo en est au centre.

Pirlo finit cependant l’année 2007 en sourdine, ce qui ne l'empêche pas de terminer cinquième du Ballon d'or 2007 remporté par Kaká. Sa saison 2007-2008 est mitigée. Les contre-performances de l'équipe s'enchaînent, en se faisant éliminer d'abord dès les huitièmes de finale de la Ligue des champions, et en terminant ensuite à la 5e place du Calcio. À peine un an après l'avoir emporté dans la plus prestigieuse des compétitions européennes, le club doit se contenter d'une participation en coupe UEFA 2008-2009.
L'année 2008-2009 est aussi en demi-teinte. Le Milan termine 3e du championnat à dix points de l'Inter et à égalité avec la Juventus, et retrouve la C1. En coupe de l'UEFA, le club est éliminé dès les 16e de finale par le futur finaliste, le Werder Brême. Avec un bilan mitigé, cette saison témoigne de la fin d'une ère de gloire, avec une équipe qui commence à s'essouffler après avoir conquis les sommets européens.
Ancelotti parti, Pirlo déclare en avril 2014 : « Carlo Ancelotti a été comme un père pour moi, un maître, un ami qui rendait les choses amusantes ». Andrea reste un élément clé de l'AC Milan lorsque Leonardo arrive sur le banc en 2009-2010.

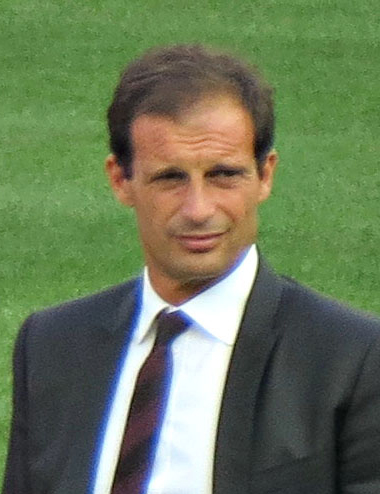
Massimiliano Allegri ne fait pas confiance à Andrea Pirlo, provoquant ainsi son départ.

À l'été 2010, le nouvel entraîneur Massimiliano Allegri lui signifie qu'il ne fait pas partie de son « milieu de terrain idéal » et qu'il ne souhaite pas renouveler son contrat. Satisfait de la densité de Van Bommel, Muntari, Nocerino, Gattuso, Aquilani, Ambrosini et Flamini, Allegri retire à Pirlo sa place devant la défense, estimant qu'il n'est plus capable de tenir le rythme (17 matchs de Serie A). Sa saison 2010-2011 est émaillée par les blessures et si le Milan AC est sacré champion d’Italie, Pirlo sort vite du onze titulaire. Le milieu de terrain est donc laissé libre par les Rossoneri,. Convoité par l'Inter Milan entraîné par Leonardo, Pirlo déclare qu'il n'aurait « pas été capable. Cela aurait été trop, cela aurait été un affront que les tifosi du Milan n'auraient pas mérité ». Il s'engage finalement avec la Juventus Turin.
Avec l'équipe milanaise, Pirlo remporte de nombreux titres : scudetto (2004 et 2011), Ligue des champions (2003 et 2007), Coupe d'Italie (2003), Supercoupe de l'UEFA (2003 et 2007) et Coupe du monde des clubs en 2007. Au Milan, il partage sa chambre lors des déplacements avec son meilleur ami Alessandro Nesta.

### Relance réussie à la Juventus malgré l'âge (2011-2015)

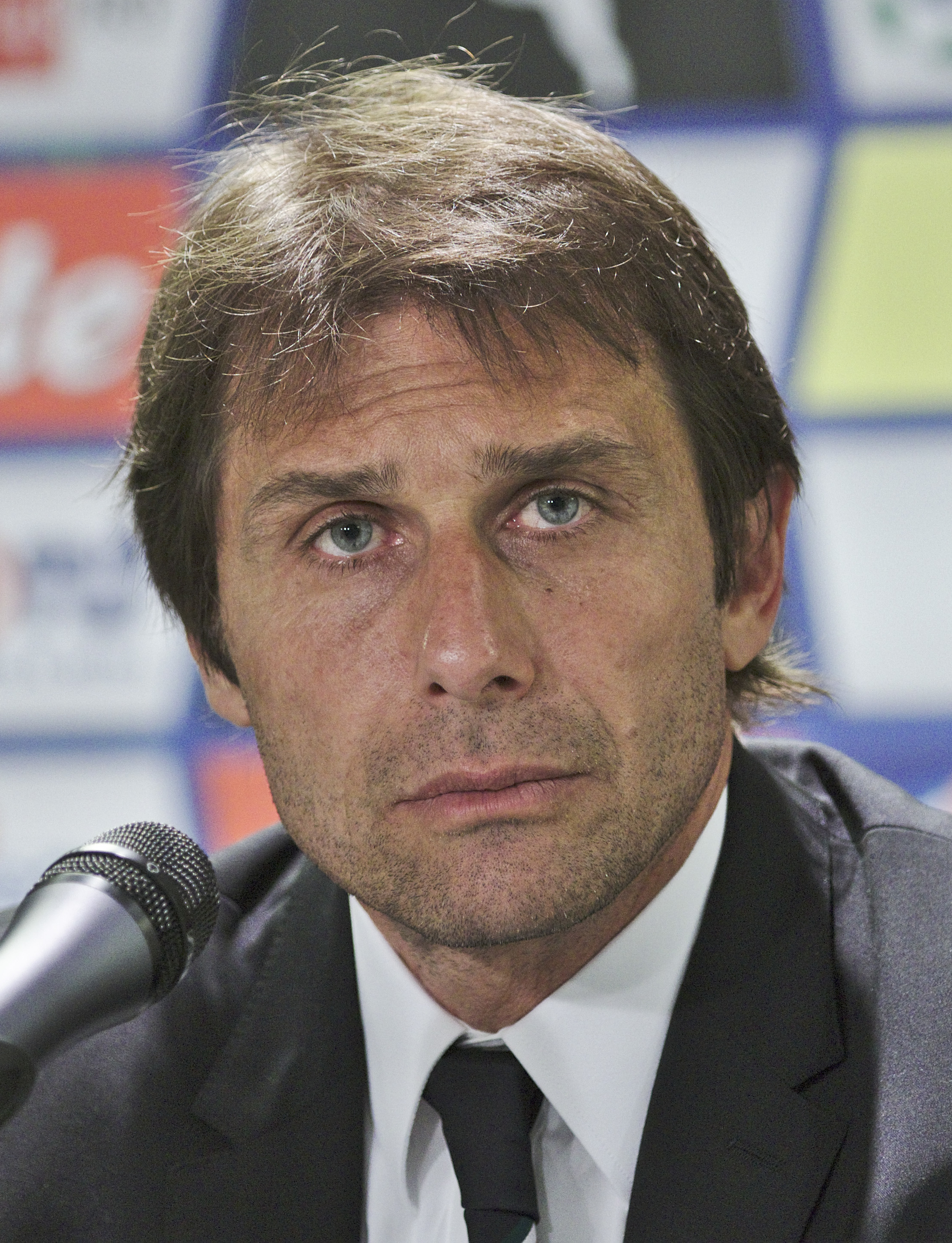
Antonio Conte arrive en même temps que Andrea Pirlo à la Juventus Turin, et le place au centre de son système de jeu.

Libre, Andrea Pirlo signe à la Juventus Turin jusqu'en juin 2014 avec un salaire annuel d'environ 4 M€. Le 11 septembre 2011, il fait deux passes décisives pour son premier match à Turin contre Parme AC en championnat (victoire 4-1). Pirlo marque son premier but sous les couleurs de la Juventus le 18 février 2012, contre le Catania Calcio, en championnat. Titulaire, il marque le but égalisateur de son équipe sur coup franc direct avant de délivrer deux passes décisives, à Giorgio Chiellini puis Fabio Quagliarella, permettant ainsi à son équipe de l'emporter par trois buts à un. Il devient rapidement l'un des hommes clés de l'équipe et contribue largement au titre de champion d'Italie 2012 de la Juventus. Décisif à plusieurs reprises durant le championnat 2011-2012 où les Bianconeri demeurent invaincus, il fait taire les sceptiques. Titulaire dans le 3-5-2 d'Antonio Conte, lors de son arrivée certains voyaient en lui un joueur trop fragile physiquement et fini pour le football. Durant cette année, il distille treize passes décisives pour ses coéquipiers Alessandro Matri, Mirko Vučinić ou Claudio Marchisio.
Début août 2012, il remporte sa deuxième Supercoupe d'Italie face à Naples (4-2). Quelques jours plus tard, il marque sur coup franc dès la première journée du championnat contre Parme AC (victoire 2-0 de la Juventus). La Juventus remporte un nouveau scudetto. Pirlo inscrit cinq buts en Serie A cette saison-là, tous sur coup franc. Il est le meilleur tireur de coup franc de Serie A cette saison à égalité avec Francesco Lodi.

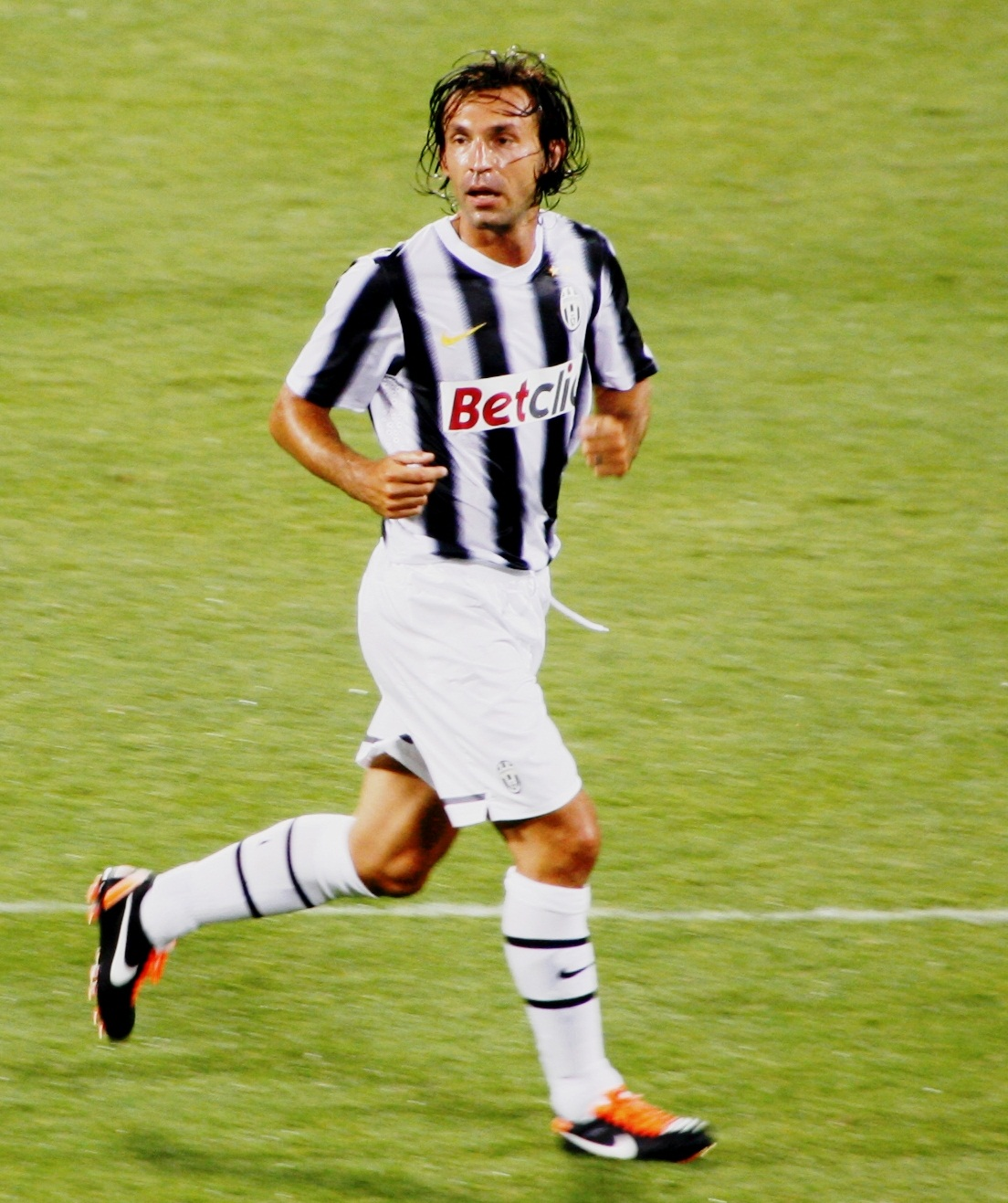
Andrea Pirlo avec la Juventus Turin en 2011.

Mi-août 2013, il remporte sa troisième Supercoupe d'Italie face à la Lazio Rome (4-0). Il inscrit ses trois premiers buts de la saison tous sur coup franc et à domicile contre l'AC Milan (3-2), Catane (4-0) et Naples (3-0). En janvier 2014, Pirlo prolonge son contrat avec la Juventus jusqu'en juin 2016. Éliminé dès les poules de Ligue des champions 2013-2014 et reversé en Ligue Europa avec la Juventus, Pirlo inscrit le seul but du match, toujours sur coup franc lors du huitième-de-finale retour face à la Fiorentina. Il récidive en quart-de-finale retour face à l'Olympique lyonnais où il ouvre à nouveau le score sur coup franc (victoire 2-1). Il contribue ainsi à la qualification de la Juve pour les demi-finale face au Benfica Lisbonne, où la elle est battue, ratant l'occasion de disputer la finale à domicile au Juventus Stadium. Mais la Juve remporte son troisième scudetto d'affilée. Au total, Pirlo dispute 45 matchs cette saison-ci pour six buts inscrits, tous sur coup franc (meilleur tireur d'Europe cette saison) et six passes décisives. En fin de contrat à la Juve, il signe un contrat pour deux nouvelles années.
Il commence la saison 2014-2015 sous les ordres de Massimiliano Allegri qui l'a écarté à l'AC Milan en 2010. Malgré cela, il est titulaire dès son retour de blessure début octobre. Il inscrit son premier but de la saison le 1er novembre sur coup franc face à Empoli (2-0). Trois jours plus tard, pour son 100e match de Ligue des champions, il ouvre le score sur un nouveau coup franc face à l'Olympiakos (victoire 3-2). Le 30 novembre, lors du derby face au Torino (2-1), il inscrit le but de la victoire à la 93e minute. Le 6 juin 2015, Pirlo joue la finale de la Ligue des champions face au FC Barcelone, mais les Catalans l'emportent 3 but à 1. Il est par ailleurs nommé dans l'équipe type de la compétition.
Après quatre saisons fructueuses avec la « Vieille dame » et des adieux émouvants au Juventus Stadium, Andrea Pirlo rejoint le New York City FC pour la saison 2015.

### Fin de carrière avec le New York City FC (2015-2017)

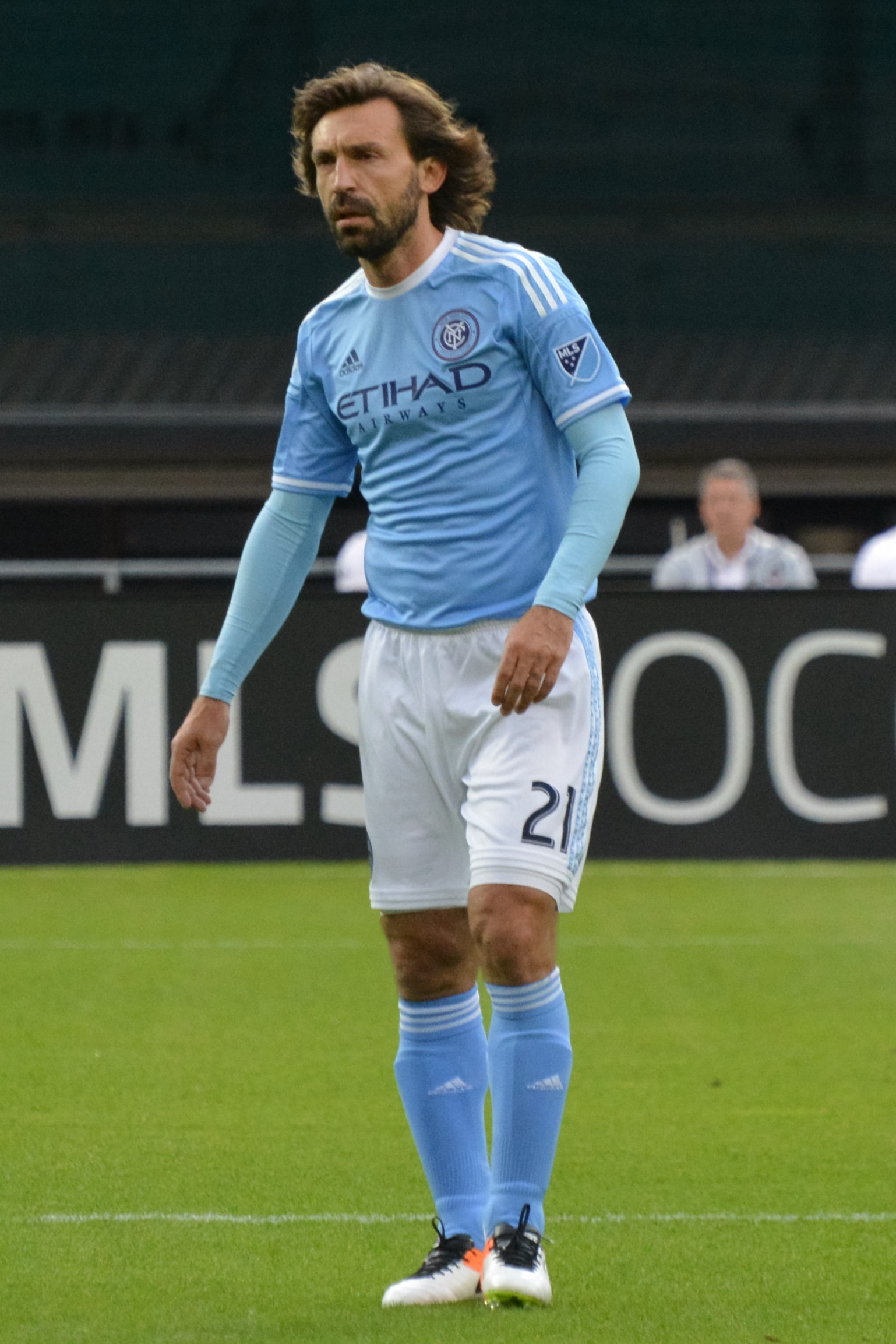
Andrea Pirlo avec le New York City FC en 2016.

En juillet 2015, Pirlo rejoint la MLS et le nouveau New York City Football Club. Il y trouve les internationaux européens David Villa et Frank Lampard. L'équipe est alors dans une mauvaise passe en championnat. Après treize rencontres disputées, la franchise new-yorkaise n'a connu qu'une seule fois la victoire, sept fois la défaite pour cinq nuls, s'installant ainsi à la dernière place de la conférence Est. Le 26 juillet, la réception d'Orlando City (victoire 5-3) voit les débuts d'Andrea Pirlo sous le maillot new-yorkais, entrant en jeu à la 57e minute en remplacement de Mehdi Ballouchy. La semaine suivante, Lampard apparait avec sa nouvelle liquette. Les arrivées de ces deux prestigieux joueurs d'Europe ne permet néanmoins pas au NYCFC de se qualifier pour les séries éliminatoires. Avec quatre victoires pour sept défaites et un match nul lors des douze dernières confrontations, le club se classe huitième de la Conférence Est à douze points du sixième et dernier qualifié pour les séries.
Pour sa deuxième saison dans le championnat nord-américain, la franchise voit Patrick Vieira officier sur le banc. L'équipe termine à la seconde place derrière le voisin, les Red Bulls de New York. L'équipe de Pirlo est étrillée par le Toronto FC en demi-finale (7-0 sur les deux matchs).
L'exercice 2017 se termine par une nouvelle seconde place en saison régulière. En octobre 2017, Pirlo annonce qu'il prendra sa retraite à la fin de la saison nord-américaine. Le 5 novembre 2017, lors du match retour des demi-finales de conférence Est contre le Crew SC de Columbus, Pirlo entre en jeu à la dernière minute. Son équipe l'emporte 2-0 mais, la défaite 4-1 à l'aller, fait de cette rencontre la dernière de sa carrière. Le lendemain, il annonce sur les réseaux sociaux la fin de sa carrière sportive.

### Carrière en sélection

#### Débuts en jeunes et arrivée en A

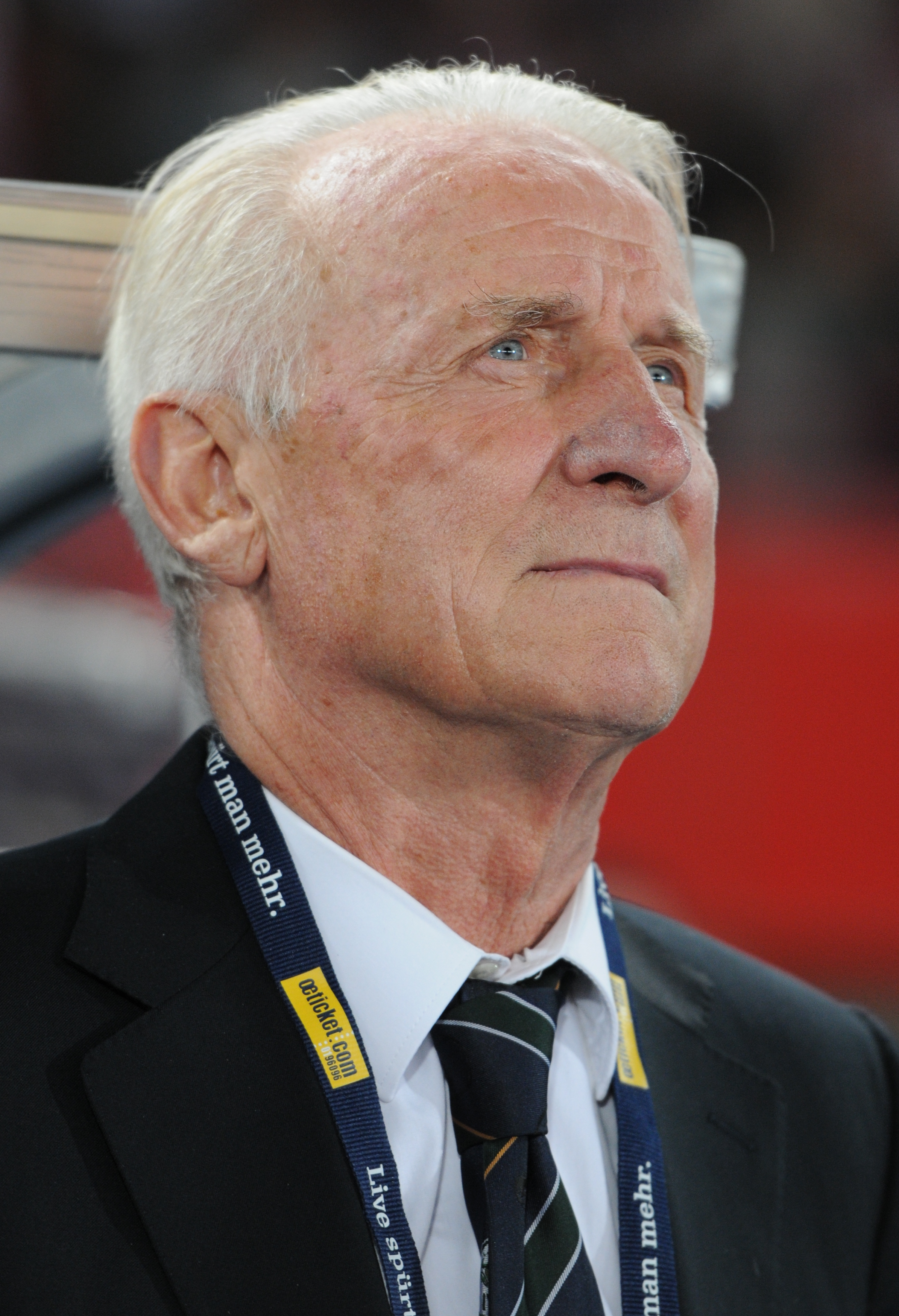
Giovanni Trapattoni est d'abord réticent à faire jouer Andrea Pirlo en A.

Andrea Pirlo passe par toutes les équipes jeunes d'Italie. Il devient le joueur le plus capé en Espoirs avec 46 sélections, ainsi que deuxième meilleur buteur de l'histoire avec 16 buts derrière Alberto Gilardino (19). Auteur d'une bonne saison première saison en Serie A en prêt à la Reggina, Pirlo remporte l'Euro espoirs 2000 sous les ordres de Marco Tardelli et finit meilleur buteur de la compétition. En finale contre la République tchèque, Pirlo transforme un penalty et un coup franc. L'Italie U21 décroche son quatrième Euro, en cinq éditions. Numéro 10 sur les épaules, Pirlo lève le trophée de meilleur joueur de la compétition. Il participe aussi aux JO de Sydney.
Ses errements interistes le font oublier du sélectionneur des A, Giovanni Trapattoni. En septembre 2002, au moment de lui offrir sa première sélection en Azerbaïdjan (victoire 0-2), Trapattoni déclare : « Pirlo n'est pas une découverte. C'est une réalité. Il jouait peu, mais maintenant qu'il a trouvé de la continuité et enchaîne les bonnes prestations avec un grand club (le Milan), l'année de la consécration est arrivée ».
Sa confirmation en rouge et noir lui donne progressivement une place régulière dans la liste des appelés lors des qualifications pour l'Euro 2004. Il commence la compétition sur le banc. Mais l'absence de jeu de la Squadra Azzurra lors du premier match face au Danemark incite « le Trap » à reformer le duo milanais Gattuso-Pirlo pour les matchs suivants. L’Italie se fait éliminer dès le premier tour, mais réussit à développer du jeu avec Andrea à la baguette et à poser les jalons de son futur schéma de jeu.

#### Cadre indiscutable et champion du monde (2004-2010)

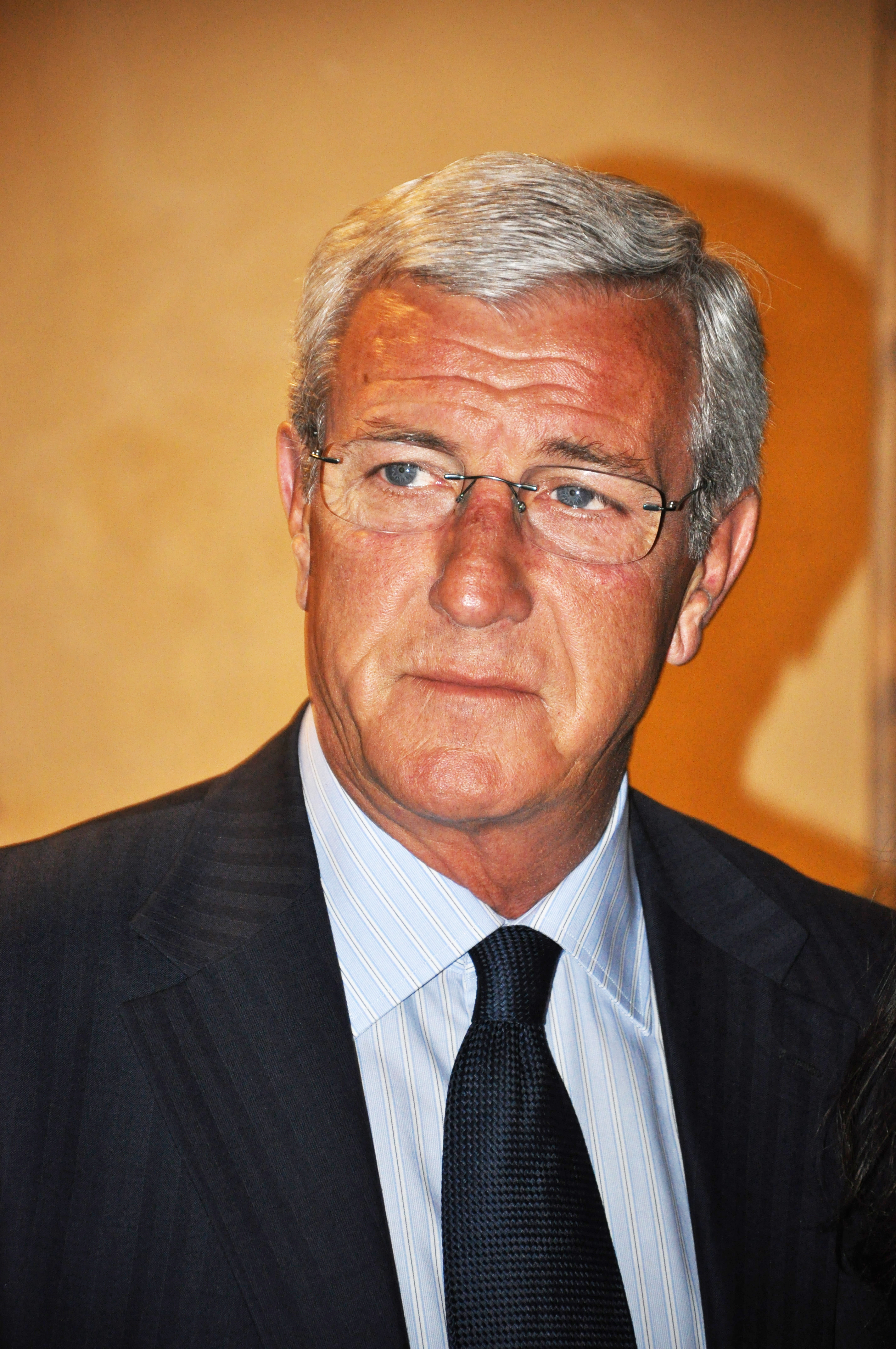
Sous Marcello Lippi, Andrea Pirlo devient titulaire avec la Nazionale.

Après l'échec de l'Euro portugais, Marcello Lippi devient sélectionneur et, après quelques tâtonnements, décide au milieu des qualifications pour la Coupe du monde 2006 de calquer définitivement la formation italienne sur celle du Milan. Il offre ainsi à Pirlo le rôle d'architecte de la Squadra Azzurra, où sa complémentarité avec Francesco Totti peut devenir aussi bonne que son entente avec Kaká au Milan, tous deux milieux offensifs.
Sorti d’une saison 2005-2006 de haut niveau, Andrea Pirlo est titulaire indiscutable de la Squadra Azzurra dans son poste désormais classique, devant la défense. Le premier match de la Coupe du monde 2006 contre le Ghana le voit ouvrir la marque d’une frappe aux abords de la surface et être élu homme du match (2-0). Présent à la récupération, dans le jeu, et aux avants postes, il s’impose comme le leader technique de l'équipe. Le deuxième match, contre les États-Unis, est plus complexe. Finissant par une ubuesque opposition à 10 contre 9, Andrea offre le but à Gilardino sur coup franc, le numéro 21 touche plus de cent ballons (1-1). Le troisième match de poule, face à la République tchèque, voit l’Italie adopter un visage plus défensif. Le jeu long de Pirlo et ses sorties de balles courtes en contres sont précieuses et permettent de ne jamais perdre la maîtrise du match (2-0). En huitièmes de finale contre l’Australie, Pirlo, pressé, arrive à donner quelques bons ballons devant (1-0). Le quart de finale est plus facile contre l’Ukraine. Lippi, voulant préserver la forme de son joueur clé, le remplace à la 70e minute (3-0). La demi-finale est l’un des chocs historiques du football, puisque l’Allemagne se dresse face à l’Italie. Protégé par sa conservation de balle, avec la semelle alerte et la tête haute, Pirlo dynamise la sélection italienne. À la suite du match, Massimo Moratti avait décrit l'impression dégagée par l'Architecte : « On dirait un trentenaire qui joue avec des gamins de 16 ans ». Andrea Pirlo est l'auteur de redoublements de passes et de ballons dans la profondeur ou dans les intervalles. La partie ne se débloque qu’en fin de prolongations, grâce à un but de Grosso, servi par Pirlo d’un ballon à terre effaçant le rideau allemand. Andrea est élu homme du match pour la seconde fois de la compétition (2-0). Lors de la finale face à la France, malgré le pressing de Zidane ou Henry, dès qu’il récupère le ballon, le meneur milanais déploie son intelligence de jeu sur ses coéquipiers. Ses coups de pied arrêtés font merveille et Materazzi égalise de la tête sur un corner frappé par Pirlo. Quelques minutes plus tard, c'est Toni qui heurte la barre après avoir repris de la tête un coup de pied de coin du natif de Brescia. En seconde période, les Italiens se replient devant leur but et Andrea s’exprime dans les sorties de balles italiennes. Grâce à un coup franc enroulé de 30 m, il frôle le bas du montant gauche de Barthez. Pirlo conclut son match en transformant le premier tir au but et ouvrant la voie du sacre italien (score final 1-1 ap, 5-3 tab). Andrea est élu homme du match,, pour la troisième fois de la compétition (le seul en 2006), finit 3e du Ballon d'or Adidas du meilleur joueur, et fait partie de l’équipe type,.
Alors que l'Italie met en vitrine les interventions de légionnaire de Fabio Cannavaro, le leadership de Gianluigi Buffon et l'envie folle de Marco Materazzi, dans les coulisses, Pirlo est un des joueurs les plus importants du système Lippi. Il en est même un élément indispensable, comme le démontre le fiasco du Mondial 2010 en son absence.

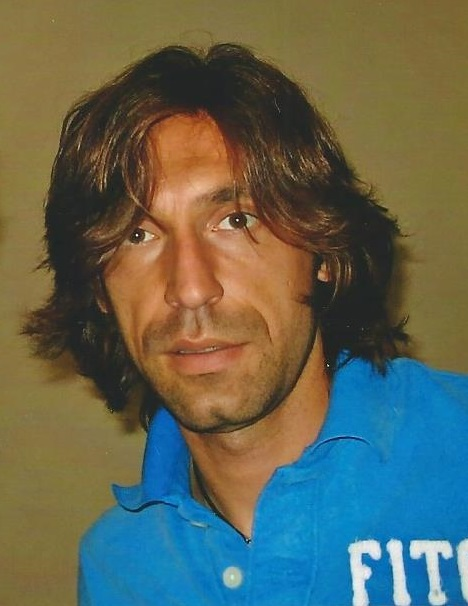
Andrea Pirlo en 2008.

Roberto Donadoni se voit confier la sélection en vue de l'Euro 2008. L'Italie hérite du « groupe de la mort », composé de la Roumanie, des Pays-Bas et de la France. Malgré une défaite initiale face aux Pays-Bas (0-3) et un match nul arraché à la Roumanie (1-1), l'Italie se qualifie grâce à une victoire sur la France, précocement privée de Ribéry et réduite à dix (2-0). Pirlo ouvre le score sur penalty. En quart de finale, la Squadra Azzurra est opposée à l'Espagne, donnée favorite, qui s'impose finalement aux tirs au but (0-0, t.a.b. 4-2). En remportant le tournoi, les Espagnols ouvrent une période de domination sur le football mondial.
Lors de la coupe du monde 2010, il se blesse au mollet droit lors du dernier match de préparation face à la Suisse (1-1). Tout de même conservé par Lippi, il rentre à la 60e minute du dernier match de poule face à la Slovaquie. Bien que son entrée en jeu intervient dans une situation délicate, Andrea Pirlo offre de la cohérence au jeu italien en l'organisant complètement, ce que n'ont jamais su faire ses coéquipiers depuis le début de la compétition. Mais cela n'évite pas la défaite (3-2) et l'élimination de la Nazionale.

#### Métronome dans un nouveau rôle (2010-2015)

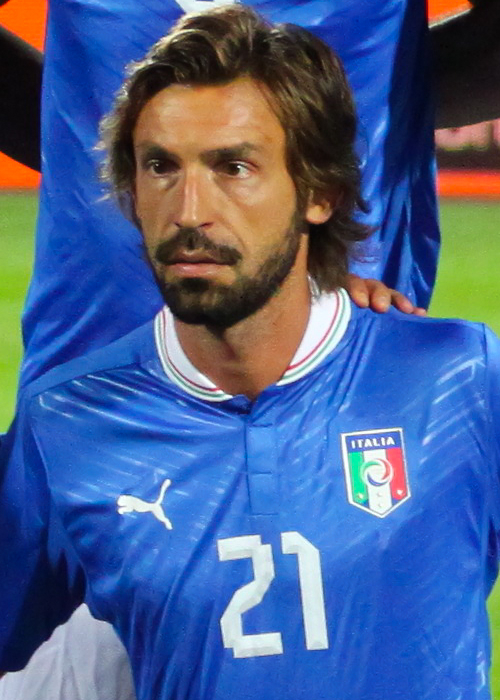
Andrea Pirlo avec l'Italie en septembre 2012.

Andrea Pirlo, à 31 ans, reste un élément fondamental sous Cesare Prandelli, son importance étant incontestable.
Après une saison glorieuse à la Juventus FC au milieu du 3-5-2 imaginé par Antonio Conte, l'Euro 2012 finit par couronner le style Pirlo, qui devient omniscient. Après avoir accroché l'Espagne lors du premier match de groupe, où il délivre une passe décisive pour Antonio Di Natale sur l'ouverture du score des Italiens (1-1 score final), Pirlo marque son seul but de la compétition contre la Croatie sur un coup franc direct et est élu homme du match (1-1). Il joue tout le troisième match contre l'Irlande (2-0). À partir des quarts-de-finale, Prandelli oublie même le 3-5-2 et relance le losange. Pirlo, en architecte dans cette position reculée, joue au niveau de ses défenseurs centraux. Lors de la phase à élimination directe, Pirlo est élu homme du match en quart et demi-finale. Lors du premier match du contre l'Angleterre, Pirlo participe à la qualification de son équipe en réussissant une panenka lors de la séance de tirs au but (0-0 tab 4-2). Sa prestation est qualifiée de « géniale » dans le journal Le Monde et de « monumentale » dans le mensuel So Foot,,. En demi-finale contre l'Allemagne, Pirlo est omniprésent, attaquant sur les ailes, dans l'axe, dans le dos de la défense, avec la possession et en contre-attaque. Ses roulettes, doubles contacts et petits ponts font sensation (2-1). En finale, l'Espagne obtient un troisième titre international consécutif (4-0) et Pirlo ne peut rien face au collectif hispanique quand il est le seul à impulser les attaques de son équipe. Andrea est à nouveau le joueur le plus sacré homme du match de la compétition (trois fois, à égalité avec Iniesta, sacré meilleur joueur) et est membre de l'équipe-type du tournoi.

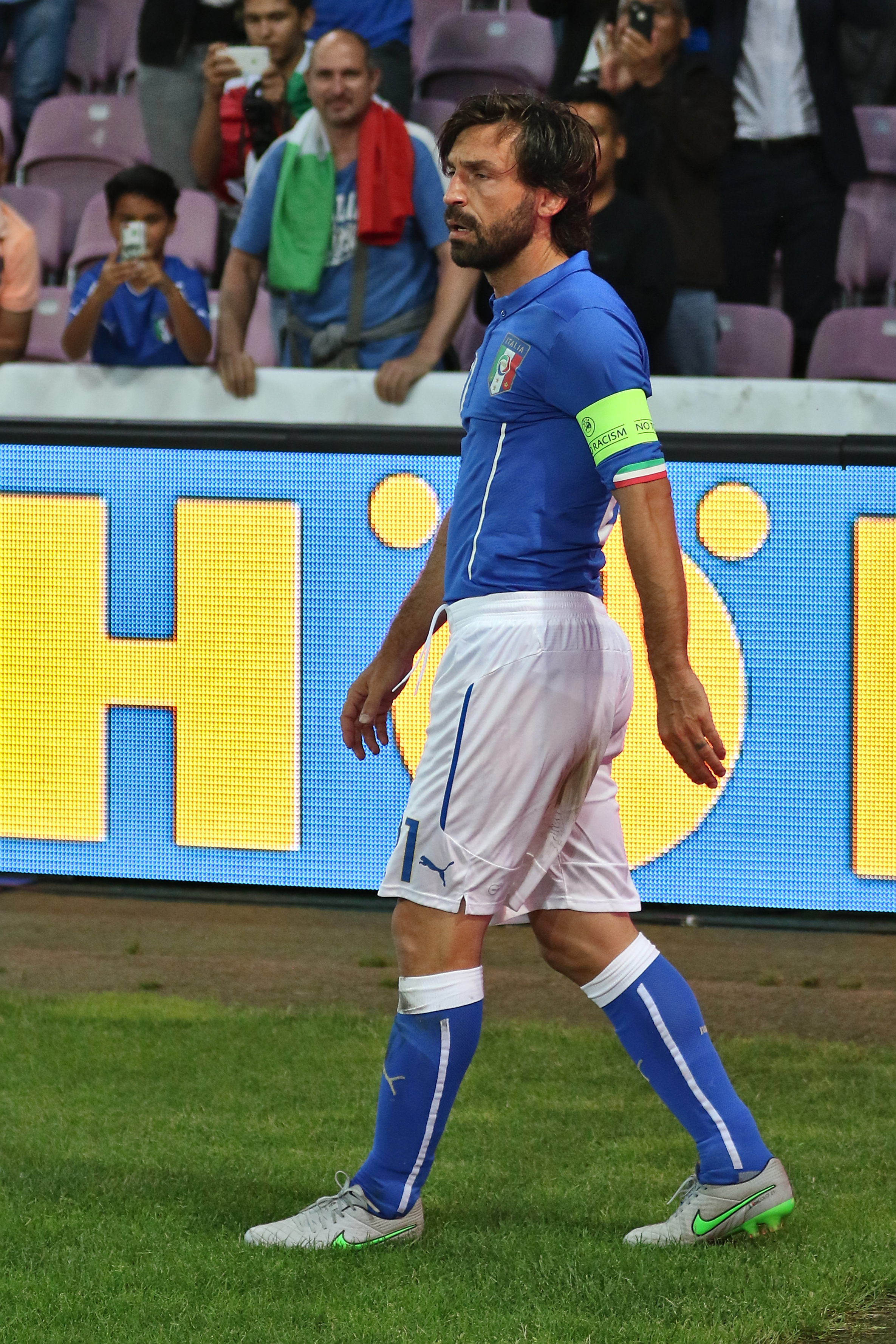
Andrea Pirlo, capitaine de la Squadra en juin 2015.

Lors du premier match de la Coupe des confédérations 2013, le 16 juin 2013, Pirlo célèbre son centième match sous les couleurs de la sélection italienne. Il marque un coup franc qui ouvre le score face au Mexique (2-1). Titulaire lors de la seconde journée contre le Japon (4-3), il est laissé au repos face au Brésil (2-4). Pirlo joue toute la demi-finale contre l'Espagne et inscrit son tir-au-but (0-0 tab 6-7) mais ne prend pas part au match remporté pour la troisième place.
Pirlo annonce la Coupe du monde 2014 comme sa dernière compétition internationale. Capitaine lors du premier match contre l'Angleterre remporté 2-1, en raison de l'absence de Buffon, il joue les deux autres matchs de poules perdus 1-0 précipitant l'élimination de l'Italie. Il revient alors sur sa décision et se dit disponible si le nouveau sélectionneur devait faire appel à lui,.

Cependant, son ancien entraîneur et désormais sélectionneur, Antonio Conte, ne le convoque pas pour l'Euro 2016.

### Carrière d'entraîneur
Le 30 juillet 2020, il est nommé entraîneur de l'équipe réserve de la Juventus Turin. Le 8 août 2020, il est finalement nommé à la tête de l'équipe première à la suite du limogeage de Maurizio Sarri et de l'élimination en Ligue des champions face à l'Olympique lyonnais.
Pirlo dirige son premier match avec la Juventus le 20 septembre 2020, contre la Sampdoria de Gênes, lors de la première journée de la saison 2020-2021 de Serie A. Son équipe s'impose par trois buts à zéro ce jour-là,.
À la tête des Bianconeri, il remporte la coupe d'Italie 2021 ainsi que la Supercoupe d'Italie 2020, mais son équipe échoue à remporter le titre de champion pour la première fois en dix ans et est éliminée en huitième de finale de la Ligue des champions contre le FC Porto. Le 27 mai 2021, Andrea Pirlo est démis de ses fonctions.
Le 12 juin 2022, il est le nouveau technicien du Fatih Karagümrük SK, club de première division turque. Il s'est engagé pour une saison. À la fin de cette saison, il quitte le club et revient en Italie pour s'engager avec la Sampdoria, club tout juste relégué en Serie B. Ayant un contrat portant sur deux saisons, il aura pour objectif  de remonter en Serie A. Le 29 août 2024, le club italien a officiellement annoncé son licenciement.

## Style de jeu:registaintroverti

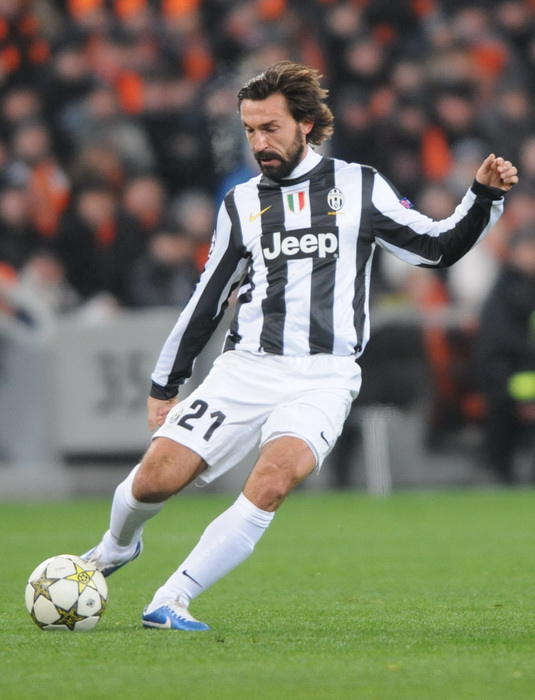
Andrea Pirlo est connu pour la précision de ses passes et tirs.

Andrea Pirlo débute avec le Brescia Calcio comme milieu offensif, en meneur de jeu (trequartista en italien). Lors de son passage à l'Inter Milan, il évolue sur l'aile. Il peut aussi occuper le poste de milieu central.
Néanmoins, son meilleur poste est celui de regista, milieu de terrain récupérateur et relayeur où il fait le lien entre la défense et l'attaque tout en menant le jeu comme avec l'AC Milan puis la Juventus Turin. Il excelle grâce à son intelligence de jeu, ses passes courtes ou longues millimétrées et sa qualité d'organisateur qui lui valent le surnom « d'architecte » ou de « métronome ». Il combine une vision de jeu affûtée, que ce soit offensivement pour délivrer les ballons, ou défensivement pour intercepter les balles adverses, à une précision des deux pieds, en particulier pour effectuer des passes, ou encore placer des tirs à longue distance. Pour ses qualités de joueur, Pirlo est surnommé Superman, Trilli Campanellino (nom italien de la Fée Clochette), Metronomo bresciano (Métronome de Brescia) et L'Architetto (l'Architecte).

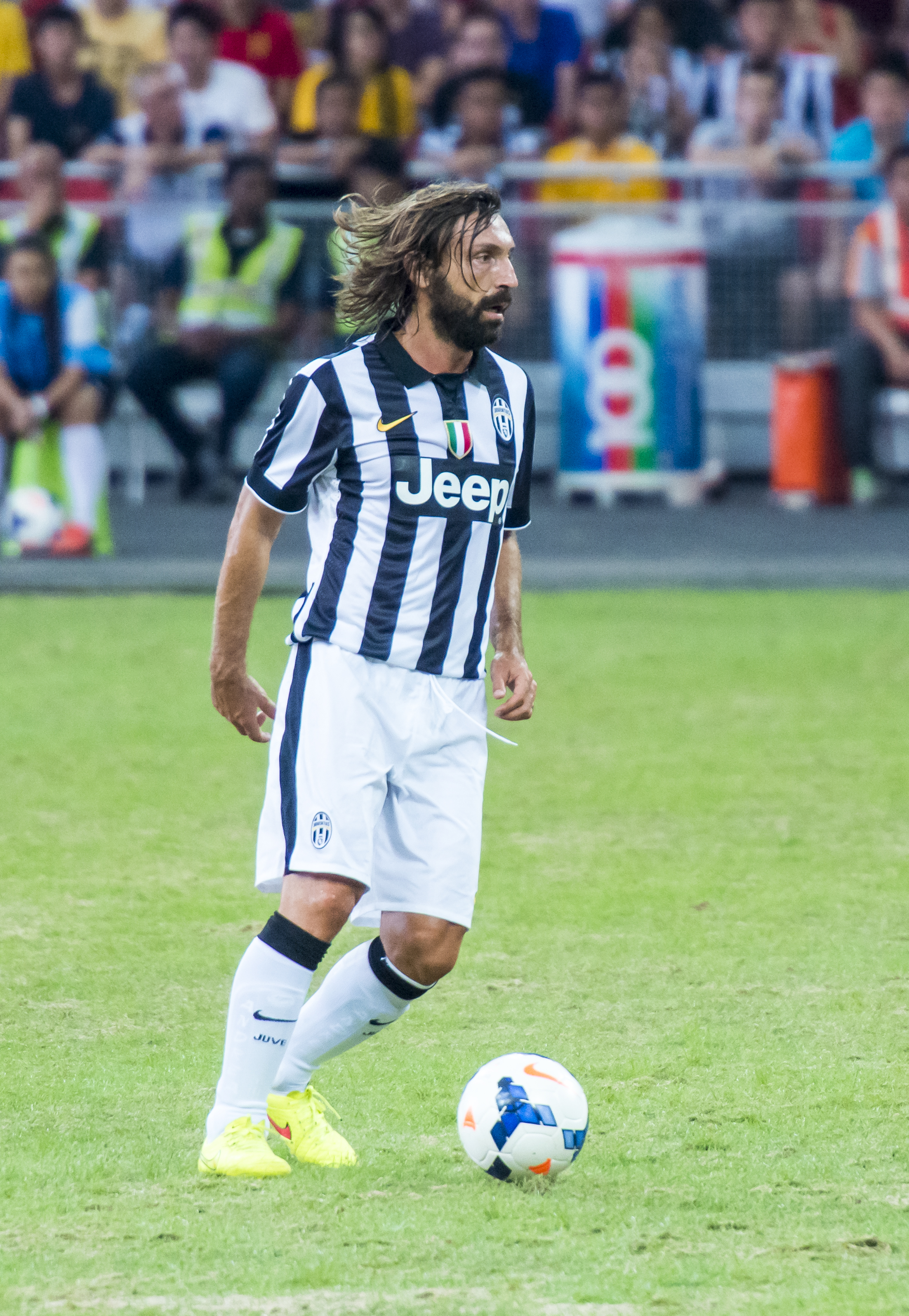
Positionné bas au milieu de terrain, Andrea Pirlo organise le jeu de son équipe.

À la Juventus, Pirlo évolue au milieu du 3-5-2 imaginé par Antonio Conte, puis copié en sélection. L'Euro 2012 finit par couronner le « style Pirlo ». Peu importent le système, l'adversaire et les besoins de l'Italie, Pirlo devient omniscient. À partir des quarts, Prandelli oublie le 3-5-2 et relance le 4-4-2 en losange. Pirlo, en architecte dans cette position reculée, joue au niveau de ses défenseurs centraux. On relève alors quatre variations principales de son jeu. Première option : tenter une passe verticale pour les créateurs Cassano et Montolivo (Tévez et Vidal à la Juve) pour sauter le milieu adverse. La seconde est de faire bouger les ailes. Pirlo choisit un côté, fait bouger le bloc adverse et construit patiemment. Troisième option : Pirlo pénètre dans l'axe à l'aide de passes courtes, ou même en allant provoquer le un-contre-un. Enfin, Pirlo peut jouer dans la profondeur. Un véritable attirail de jeu court, mi-long et très long, tout en ayant ce sens de la conservation de balle. En vieillissant, bien aidé par des collectifs de coureurs très dynamiques, Pirlo apprend à devenir une menace constante.

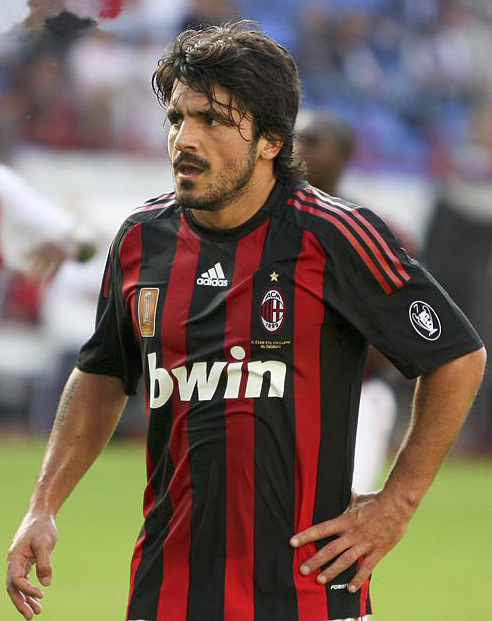
À l'AC Milan et en équipe d'Italie, Andrea Pirlo évolue longtemps avec le milieu Gennaro Gattuso.

S'il peut manquer parfois d'impact physique nécessaire dans cette zone de jeu, son placement compense en partie cette lacune et il peut souvent compter sur un coéquipier pour l'épauler dans ce domaine, tel Gennaro Gattuso lors de son passage à l'AC Milan. Ce dernier étant parfois nommé, de façon sympathique, le « Garde du Corps » de Pirlo.
Enfin, il ajoute à sa panoplie une rare précision sur coup franc et penalty. En 2005, il ajoute à son déjà riche répertoire technique une nouvelle façon de frapper les coups francs en s'inspirant de Juninho. Le Metronomo bresciano s'impose comme l'un des meilleurs tireurs de l'histoire avec 46 coups francs inscrits au moment de partir pour New York en 2015 : de Brescia (2) à la Juve (15) en passant par la Reggina (3) et l'AC Milan (14), sans oublier la Nazionale A (8) et les Espoirs (4).
Sur un plan plus personnel, Pirlo renvoie l'image d'un homme posé, réfléchi, intelligent et cultivé dans le monde du football italien. En septembre 2013, Carlo Mazzone, son entraîneur lors de son prêt à Brescia déclare : « Dans ma longue carrière, j'ai eu l'occasion d'entraîner tant de joueurs, et, en haut du classement des joueurs les mieux éduqués, je mettrais justement Andrea. C'est un garçon exceptionnel du point de vue moral, et sur le terrain, on voit rarement des joueurs comme lui ».  Vis-à-vis de ses coéquipiers, il prend rarement la parole en groupe, signe de sa grande timidité, mais n'hésite pas à soutenir ou à échanger individuellement avec chaque joueur, ce qui le rend très apprécié des joueurs de ses clubs ou de la Squadra Azzurra. Sur le terrain, son style nonchalant caractéristique et son visage fermé ont toujours été sa marque, et ce depuis ses plus jeunes années à Brescia.

## Statistiques

### Générales par saison
| Saison                | Club                  | Championnat           | Championnat | Championnat | Championnat | Coupe(s) nationale(s) | Coupe(s) nationale(s) | Coupe(s) nationale(s) | Compétition(s) continentale(s) | Compétition(s) continentale(s) | Compétition(s) continentale(s) | Compétition(s) continentale(s) | Autres compétitions | Autres compétitions | Autres compétitions | Italie | Italie | Italie | Total | Total | Total |
| Saison                | Club                  | Division              | M.          | B.          | P.d.        | M.                    | B.                    | P.d.                  | Comp.                          | M.                             | B.                             | P.d.                           | M.                  | B.                  | P.d.                | M.     | B.     | P.d.   | M.    | B.    | P.d.  |
| 1994-1995             | Brescia Calcio        | Serie A               | 1           | 0           | 0           | -                     | -                     | -                     | -                              | -                              | -                              | -                              | -                   | -                   | -                   | -      | -      | -      | 1     | 0     | 0     |
| 1995-1996             | Brescia Calcio        | Serie B               | -           | -           | -           | -                     | -                     | -                     | -                              | -                              | -                              | -                              | -                   | -                   | -                   | -      | -      | -      | 0     | 0     | 0     |
| 1996-1997             | Brescia Calcio        | Serie B               | 17          | 2           | 0           | 1                     | 0                     | -                     | -                              | -                              | -                              | -                              | -                   | -                   | -                   | -      | -      | -      | 18    | 2     | 0     |
| 1997-1998             | Brescia Calcio        | Serie A               | 29          | 4           | 1           | 1                     | 0                     | -                     | -                              | -                              | -                              | -                              | -                   | -                   | -                   | -      | -      | -      | 30    | 4     | 1     |
| Sous-total            | Sous-total            | Sous-total            | 47          | 6           | 1           | 2                     | 0                     | -                     | -                              | -                              | -                              | -                              | -                   | -                   | -                   | -      | -      | -      | 49    | 6     | 1     |
| 1998-1999             | Inter Milan           | Serie A               | 18          | 0           | 2           | 7                     | 0                     | -                     | C3                             | 7                              | 0                              | 0                              | -                   | -                   | -                   | -      | -      | -      | 32    | 0     | 2     |
| 1999-2000             | Reggina Calcio (prêt) | Serie A               | 28          | 6           | 2           | 2                     | 0                     | -                     | -                              | -                              | -                              | -                              | -                   | -                   | -                   | -      | -      | -      | 30    | 6     | 2     |
| 2000-2001             | Inter Milan           | Serie A               | 4           | 0           | 0           | 1                     | 0                     | -                     | C1+C3                          | 2+1                            | 0                              | 0                              | -                   | -                   | -                   | -      | -      | -      | 8     | 0     | 0     |
| Sous-total            | Sous-total            | Sous-total            | 22          | 0           | 2           | 8                     | 0                     | -                     | -                              | 10                             | 0                              | 0                              | -                   | -                   | -                   | -      | -      | -      | 40    | 0     | 2     |
| 2001                  | Brescia Calcio (prêt) | Serie A               | 10          | 0           | 1           | -                     | -                     | -                     | -                              | -                              | -                              | -                              | -                   | -                   | -                   | -      | -      | -      | 10    | 0     | 1     |
| 2001-2002             | AC Milan              | Serie A               | 18          | 2           | 3           | 2                     | 0                     | 1                     | C3                             | 9                              | 0                              | 0                              | -                   | -                   | -                   | -      | -      | -      | 29    | 2     | 4     |
| 2002-2003             | AC Milan              | Serie A               | 27          | 10          | 6           | 2                     | 0                     | -                     | C1                             | 13                             | 0                              | 0                              | -                   | -                   | -                   | 4      | 0      | 0      | 46    | 10    | 6     |
| 2003-2004             | AC Milan              | Serie A               | 32          | 6           | 7           | -                     | -                     | -                     | C1                             | 9                              | 1                              | 1                              | 3                   | 1                   | -                   | 7      | 1      | 0      | 51    | 9     | 8     |
| 2004-2005             | AC Milan              | Serie A               | 30          | 4           | 6           | 1                     | 0                     | -                     | C1                             | 12                             | 1                              | 4                              | -                   | -                   | -                   | 4      | 2      | 0      | 47    | 7     | 10    |
| 2005-2006             | AC Milan              | Serie A               | 33          | 4           | 6           | 4                     | 0                     | -                     | C1                             | 12                             | 1                              | 1                              | -                   | -                   | -                   | 16     | 2      | 3      | 65    | 7     | 10    |
| 2006-2007             | AC Milan              | Serie A               | 34          | 2           | 7           | 4                     | 0                     | -                     | C1                             | 14                             | 1                              | 1                              | -                   | -                   | -                   | 7      | 0      | 3      | 59    | 3     | 11    |
| 2007-2008             | AC Milan              | Serie A               | 33          | 3           | 7           | 1                     | 0                     | -                     | C1                             | 8                              | 2                              | 2                              | 3                   | 0                   | -                   | 11     | 2      | 2      | 56    | 7     | 11    |
| 2008-2009             | AC Milan              | Serie A               | 26          | 1           | 2           | -                     | -                     | -                     | C3                             | 3                              | 1                              | 0                              | -                   | -                   | -                   | 10     | 1      | 2      | 39    | 3     | 4     |
| 2009-2010             | AC Milan              | Serie A               | 34          | 0           | 4           | 1                     | 0                     | -                     | C1                             | 8                              | 1                              | 0                              | -                   | -                   | -                   | 8      | 0      | 1      | 51    | 1     | 5     |
| 2010-2011             | AC Milan              | Serie A               | 17          | 1           | 3           | 3                     | 0                     | -                     | C1                             | 5                              | 0                              | 0                              | -                   | -                   | -                   | 7      | 1      | 2      | 32    | 2     | 5     |
| Sous-total            | Sous-total            | Sous-total            | 284         | 32          | 51          | 18                    | 0                     | 1                     | -                              | 93                             | 8                              | 9                              | 6                   | 1                   | -                   | 74     | 9      | 13     | 475   | 50    | 74    |
| 2011-2012             | Juventus FC           | Serie A               | 37          | 3           | 13          | 4                     | 0                     | -                     | -                              | -                              | -                              | -                              | -                   | -                   | -                   | 15     | 1      | 3      | 56    | 4     | 16    |
| 2012-2013             | Juventus FC           | Serie A               | 32          | 5           | 6           | 2                     | 0                     | -                     | C1                             | 10                             | 0                              | 3                              | 1                   | 0                   | -                   | 13     | 3      | 5      | 58    | 8     | 14    |
| 2013-2014             | Juventus FC           | Serie A               | 30          | 4           | 5           | 1                     | 0                     | -                     | C1+C3                          | 5+8                            | 0+2                            | 0+1                            | 1                   | 0                   | -                   | 10     | 0      | 1      | 55    | 6     | 7     |
| 2014-2015             | Juventus FC           | Serie A               | 20          | 4           | 4           | 2                     | 0                     | -                     | C1                             | 10                             | 1                              | 0                              | 1                   | 0                   | -                   | 3      | 0      | 1      | 36    | 5     | 5     |
| Sous-total            | Sous-total            | Sous-total            | 119         | 16          | 28          | 9                     | 0                     | -                     | -                              | 33                             | 3                              | 4                              | 3                   | 0                   | -                   | 41     | 4      | 10     | 205   | 23    | 42    |
| 2015                  | New York City FC      | MLS                   | 13          | 0           | 5           | -                     | -                     | -                     | -                              | -                              | -                              | -                              | -                   | -                   | -                   | 1      | 0      | 0      | 14    | 0     | 5     |
| 2016                  | New York City FC      | MLS                   | 32          | 1           | 11          | 1                     | 0                     | 0                     | -                              | -                              | -                              | -                              | -                   | -                   | -                   | -      | -      | -      | 33    | 1     | 11    |
| 2017                  | New York City FC      | MLS                   | 15          | 0           | 2           | 1                     | 0                     | 0                     | -                              | -                              | -                              | -                              | -                   | -                   | -                   | -      | -      | -      | 16    | 0     | 2     |
| Sous-total            | Sous-total            | Sous-total            | 60          | 1           | 18          | 2                     | 0                     | 0                     | -                              | -                              | -                              | -                              | -                   | -                   | -                   | 1      | 0      | 0      | 63    | 1     | 18    |
| Total sur la carrière | Total sur la carrière | Total sur la carrière | 570         | 61          | 103         | 41                    | 0                     | 1                     | -                              | 136                            | 11                             | 13                             | 9                   | 1                   | 0                   | 116    | 13     | 23     | 872   | 86    | 140   |

### Buts en sélection
Le tableau suivant liste les résultats de tous les buts inscrits par Andrea Pirlo avec l'équipe d'Italie.
| Buts internationaux d'Andrea Pirlo | Buts internationaux d'Andrea Pirlo | Buts internationaux d'Andrea Pirlo            | Buts internationaux d'Andrea Pirlo | Buts internationaux d'Andrea Pirlo | Buts internationaux d'Andrea Pirlo | Buts internationaux d'Andrea Pirlo |
| 0                                  | Date                               | Lieu                                          | Adversaire                         | Score                              | Résultats                          | Compétitions                       |
| ---------------------------------- | ---------------------------------- | --------------------------------------------- | ---------------------------------- | ---------------------------------- | ---------------------------------- | ---------------------------------- |
| 1er                                | 30 mai 2004                        | Tunis, Tunisie                                | Tunisie                            | 0-3                                | 0-4                                | Match amical                       |
| 2e                                 | 26 mars 2005                       | Stade San Siro, Milan, Italie                 | Écosse                             | 1-0                                | 2-0                                | Éliminatoires Coupe du monde 2006  |
| 3e                                 | 26 mars 2005                       | Stade San Siro, Milan, Italie                 | Écosse                             | 2-0                                | 2-0                                | Éliminatoires Coupe du monde 2006  |
| 4e                                 | 17 août 2005                       | Lansdowne Road, Dublin, Irlande               | République d'Irlande               | 0-1                                | 1-2                                | Match amical                       |
| 5e                                 | 12 juin 2006                       | FIFA-WM-Stadion, Hanovre, Allemagne           | Ghana                              | 1-0                                | 2-0                                | Coupe du monde 2006                |
| 6e                                 | 13 octobre 2007                    | Stade Luigi-Ferraris, Gênes, Italie           | Géorgie                            | 1-0                                | 2-0                                | Éliminatoires Euro 2008            |
| 7e                                 | 17 juin 2008                       | Stade du Letzigrund, Zurich, Suisse           | France                             | 0-1                                | 0-2                                | Euro 2008                          |
| 8e                                 | 28 mars 2009                       | Podgorica City Stadium, Podgorica, Monténégro | Monténégro                         | 0-1                                | 0-2                                | Éliminatoires Coupe du monde 2010  |
| 9e                                 | 7 septembre 2010                   | Stade Artemio-Franchi, Florence, Italie       | Îles Féroé                         | 5-0                                | 5-0                                | Éliminatoires Euro 2012            |
| 10e                                | 14 juin 2012                       | Stade municipal, Poznań, Pologne              | Croatie                            | 1-0                                | 1-1                                | Euro 2012                          |
| 11e                                | 12 octobre 2012                    | Hrazdan Stadium, Erevan, Arménie              | Arménie                            | 0-1                                | 1-3                                | Éliminatoires Coupe du monde 2014  |
| 12e                                | 31 mai 2013                        | Stade Renato-Dall'Ara, Bologne, Italie        | Saint-Marin                        | 3-0                                | 4-0                                | Match amical                       |
| 13e                                | 16 juin 2013                       | Maracanã, Rio de Janeiro, Brésil              | Mexique                            | 1-0                                | 2-1                                | Coupe des confédérations 2013      |

## Palmarès

### En équipe nationale
En tant que membre de l'équipe nationale d'Italie, Andrea Pirlo a remporté la Coupe du monde de 2006, est arrivé en finale du Championnat d'Europe de 2012 et a fini troisième de la Coupe des confédérations 2013. Il a également gagné le Championnat d'Europe Espoirs de 2000 et a reçu la médaille de Bronze aux Jeux olympiques 2004 (Italie) (Il était l'un des 3 joueurs de plus de 23 ans appelés).

### En club

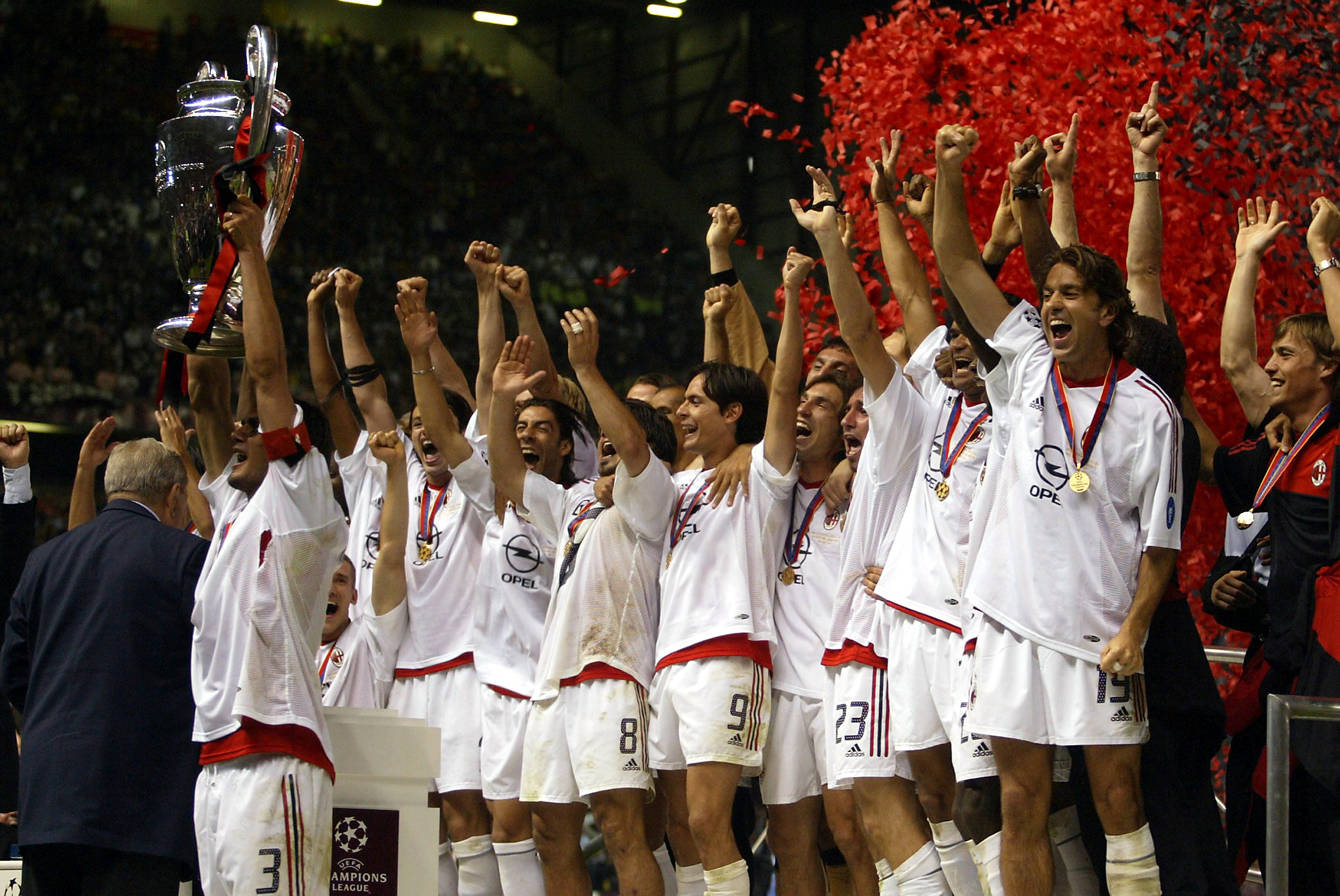
Andrea Pirlo et l'AC Milan levant la Ligue des champions en 2003.

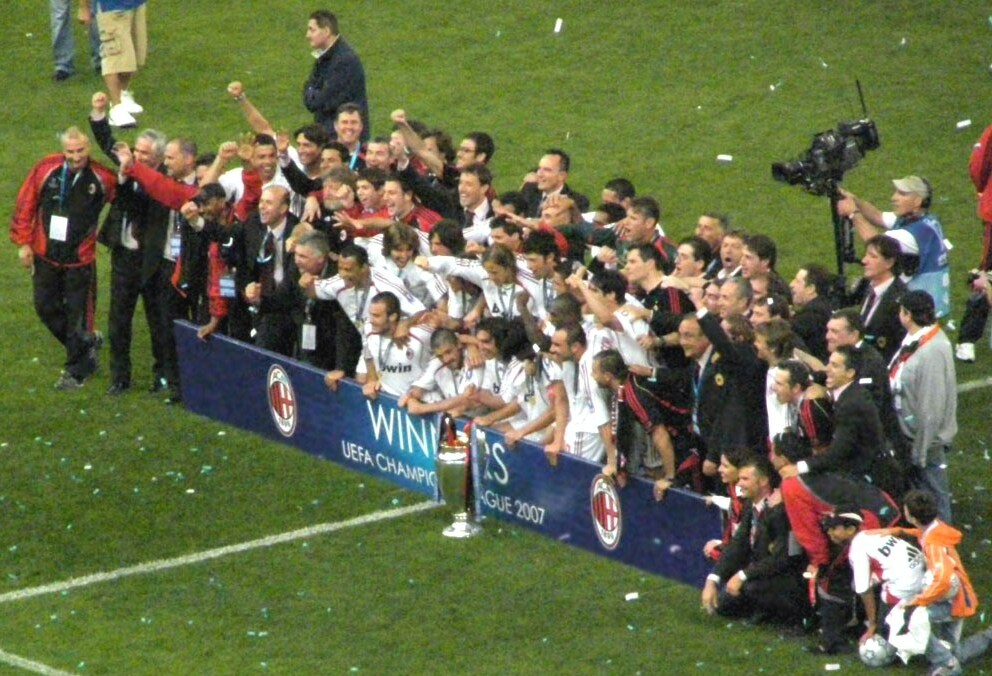
Andrea Pirlo et l'AC Milan fêtant la victoire en Ligue des champions en 2007.

Au niveau international, il remporte avec l'AC Milan la Coupe du monde des clubs en 2007 ainsi que la Ligue des champions en 2003 et 2007. En 2003 et 2007, il gagne également la Supercoupe de l'UEFA.
Finaliste de la Ligue des champions en 2005 avec l'AC Milan, il l'est à nouveau en 2015 mais cette fois avec la Juventus Turin.
Au niveau national, il obtient avec l'AC Milan le titre de champion d'Italie en 2004 et 2011. Il gagne la Coupe d'Italie en 2003. Il est lauréat de la Supercoupe d'Italie en 2004 et 2011.
Avec la Juventus, il est champion d'Italie en 2012, 2013, 2014 et 2015. Il remporte la Coupe d'Italie en 2015 et la Supercoupe d'Italie en 2012 et 2013.

### En tant qu’entraîneur
- Vainqueur de la Supercoupe d’Italie en 2020 avec la Juventus.
- Vainqueur de la Coupe d'Italie en 2021 avec la Juventus.

## Distinctions

### Décorations
- Chevalier de l'ordre du Mérite de la République italienne‎
Rome, 27 septembre 2004 sur initiative du président de la République italienne[44].
- Collare d'oro al merito sportivo
Rome, 23 octobre 2006[45].
- Officier de l'ordre du Mérite de la République italienne‎
Rome, 12 décembre 2006 sur initiative du président de la République italienne[46].

### Distinctions sportives
Andrea Pirlo a reçu les titres de meilleur joueur de l'année de Serie A en 2012, 2013 et 2014, 5e au Ballon d'or 2007; il a été élu Ballon de bronze du meilleur joueur de la Coupe du monde 2006 ainsi qu'homme du match de la finale, meilleur joueur de la Supercoupe de l'UEFA en 2007, meilleur passeur du Championnat d'Italie en 2012 (13 passes).
Il a été choisi comme membre des équipes types de FIFA/FIFPro World XI en 2006, de la Coupe du monde 2006, de l'Euro 2012, de l'équipe type de l'année UEFA en 2012, et de la Ligue des champions de l'UEFA en 2015.
Il a également remporté le titre de meilleur joueur de l'Euro espoirs en 2000.

## Vie privée
De 2001 à 2014, Andrea Pirlo a été marié à Deborah Roversi avec qui il a eu deux enfants : Nicolò, né en 2003, et Angela, née en 2006. Depuis 2014, il est en couple avec Valentina Baldini avec qui il a deux enfants jumeaux, Leonardo et Tommaso, nés en 2017.